# Upper Rissington
Upper Rissington è un villaggio e parrocchia civile dell'Inghilterra, appartenente alla contea del Gloucestershire.